# 希巴德 (亞利桑那州)
希巴德（英語：Hibbard）是位於美國亞利桑那州納瓦霍縣的一個非建制地區。該地的面積和人口皆未知。

## 地理
希巴德的座標為34°58′12″N 110°31′56″W / 34.97000°N 110.53222°W，而該地的平均海拔高度為1509米（即4951英尺）。